# Castilleja cryptantha
Castilleja cryptantha là loài thực vật có hoa thuộc họ Cỏ chổi. Loài này được Pennell & G.N.Jones mô tả khoa học đầu tiên năm 1937.